# Les Anglais
Les Anglais, in creolo haitiano Zanglè, è un comune di Haiti facente parte dell'arrondissement di Chardonnières nel dipartimento del Sud.